# هاشم الجيوسي
هاشم عبد الله داود الجيوسي، (1901 – 25 يونيو 1981) سياسي وحقوقي فلسطيني، ولد في مدينة طولكرم الفلسطينية، كان رئيسٌ لبلدية طولكرم، ووزيرًا رفيعًا شارك في حكومات الأردن بمناصب وزارية عديدة، كما شغل منصب نائب رئيس مجلس الأعيان الأردني. يلقب بـ «الوزير العابر للحكومات».

## نشأته وتعليمه
ولد هاشم عبد الله داود الجيوسي في مدينة طولكرم الفلسطينية عام 1901، تلقى تعليمه في مدارس مدينته طولكرم، وأنهى الثانوية في الكلية الإسلامية في بيروت، ثم التحق بعدها بالجامعة الأمريكية هناك، حيث درس فيها الحقوق لمدة سنتين.

## بدايته مع الحياة السياسية
بعد أن أنهى هاشم الجيوسي دراسته الجامعية، عاد إلى مدينته طولكرم، وعمل فيها محاميًا، ثم تولى لاحقًا عدة مناصب في المدينة، منها رئيسًا لمحكمة طولكرم، ورئيسًا لبلدية طولكرم، ونائبًا لرئيس لجنة التعليم المحلية، وعضوًا في اللجنة التنفيذية للمدينة.

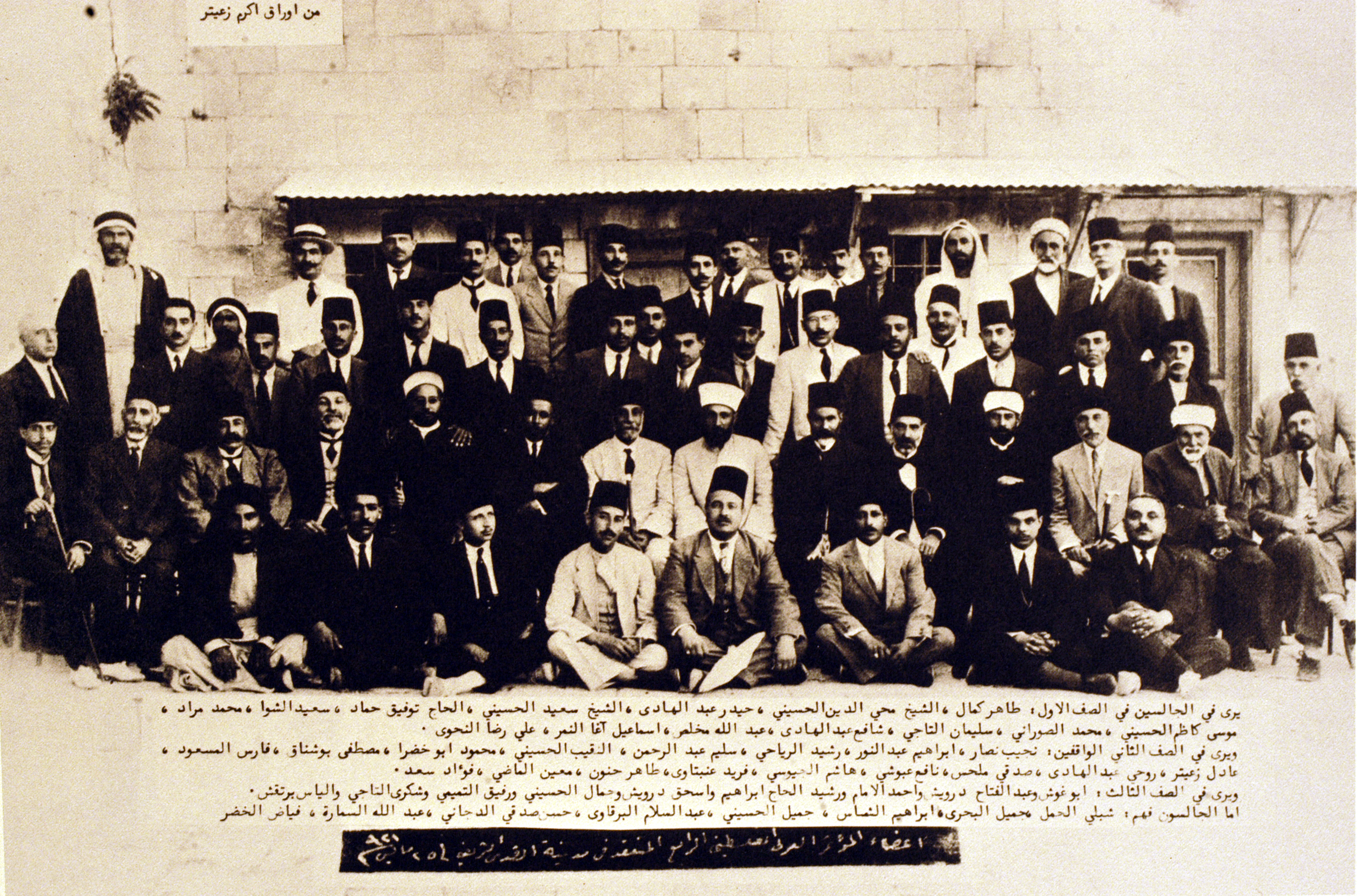
هاشم الجيوسي ضمن أعضاء المؤتمر العربي الفلسطيني الرابع في القدس بتاريخ 25 مايو 1921

## مناصبه

### حياته العملية والسياسية
- عضو المؤتمر العربي الفلسطيني.[8]
- رئيس محكمة طولكرم، منذ عام 1938 وحتى عام 1948.[5]
- رئيس بلدية طولكرم، منذ عام 1939 وحتى عام 1948.[3]
- عضو اللجنة التنفيذية لمدينة طولكرم، منذ عام 1948 وحتى عام 1951.[7]
- رئيس الوفد الأردني إلى الأمم المتحدة، خلال الدورة الرابعة عشرة للجمعية العامة، عام 1959.[9]
- عضو المجلس الوطني الفلسطيني لمنظمة التحرير الفلسطينية، حيث انتخب في الدورة الأولى للمجلس بتاريخ 28 مايو 1964.[10]

### مجلس النواب الأردني
- نائب في مجلس النواب الأردني الثالث، منذ 1 سبتمبر 1951 وحتى 22 يونيو 1954.[11]
- نائب في مجلس النواب الأردني الرابع، منذ 17 أكتوبر 1954 وحتى 26 يونيو 1956.[11]
- نائب في مجلس النواب الأردني الثامن، منذ 8 يوليو 1963 وحتى 23 ديسمبر 1966.[11]

### مجلس الأعيان الأردني
- عضو مجلس الأعيان الأردني الخامس، منذ 24 مايو 1958 وحتى 1 نوفمبر 1959.[12]
- عضو مجلس الأعيان الأردني السادس، منذ 1 نوفمبر 1959 وحتى 31 أكتوبر 1963.[13]
- عضو مجلس الأعيان الأردني السابع، منذ 1 نوفمبر 1963 وحتى 31 أكتوبر 1967.[14]
- عضو مجلس الأعيان الأردني الثامن، منذ 1 نوفمبر 1967 وحتى 1 نوفمبر 1971.[15]
- عضو مجلس الأعيان الأردني الثاني عشر، منذ 20 يناير 1979 وحتى وفاته في 25 يونيو 1981.[16]
- نائب رئيس مجلس الأعيان الأردني.[4]

### مجلس الأمة الأردني
- عضو مجلس الأمة الأردني، منذ 1 سبتمبر 1951 وحتى 22 يونيو 1954.
- عضو مجلس الأمة الأردني، منذ 17 أكتوبر 1954 وحتى 26 يونيو 1956.
- عضو مجلس الأمة الأردني، منذ 8 يوليو 1963 وحتى 23 ديسمبر 1966.
- عضو مجلس الأمة الأردني، منذ 24 مايو 1958 وحتى 1 نوفمبر 1959.
- عضو مجلس الأمة الأردني، منذ 1 نوفمبر 1959 وحتى 31 أكتوبر 1963.
- عضو مجلس الأمة الأردني، منذ 1 نوفمبر 1963 وحتى 31 أكتوبر 1967.
- عضو مجلس الأمة الأردني، منذ 1 نوفمبر 1967 وحتى 1 نوفمبر 1971.
- عضو مجلس الأمة الأردني، منذ 20 يناير 1979 وحتى وفاته في 25 يونيو 1981.

### حقائبه الوزارية
- وزير المواصلات الأردني، منذ 14 أكتوبر 1950 وحتى 4 ديسمبر 1950، وذلك في حكومة سعيد المفتي الثانية.[17][18]
- وزير الإنشاء والتعمير الأردني، ووزير الزراعة الأردني، منذ 18 أبريل 1951 وحتى 25 يوليو 1951، في حكومة سمير الرفاعي الثالثة.[19]
- وزير المواصلات الأردني، منذ 25 يوليو 1951 وحتى 7 سبتمبر 1951، في حكومة توفيق أبو الهدى الثامنة.[20]
- وزير المواصلات الأردني، منذ 8 سبتمبر 1951 وحتى 27 سبتمبر 1952، في حكومة توفيق أبو الهدى التاسعة.[21]
- وزير الداخلية الأردني، منذ 4 مايو 1954 وحتى 21 أكتوبر 1954، في حكومة توفيق أبو الهدى الحادية عشرة.[22]
- وزير التجارة الأردني، منذ 24 أكتوبر 1954 وحتى 28 مايو 1955، في حكومة توفيق أبو الهدى الثانية عشرة.[23]
- وزير الزراعة الأردني، ووزير الاتصالات والبرق والبريد الأردني، ووزير الطيران المدني الأردني، منذ 21 ديسمبر 1955 وحتى 7 يناير 1956، في حكومة إبراهيم هاشم الثالثة.[24]
- وزير المالية الأردني، منذ 8 يناير 1956 وحتى 20 مايو 1956، في حكومة سمير الرفاعي الرابعة.[25]
- وزير المواصلات الأردني، منذ 13 يوليو 1957 وحتى 18 مايو 1958، في حكومة إبراهيم هاشم الخامسة.[26]
- وزير المالية الأردني، منذ 6 مايو 1959 وحتى 28 أغسطس 1960، في حكومة هزاع المجالي الثانية.[27]
- وزير المالية الأردني، منذ 29 أغسطس 1960 وحتى 28 يونيو 1961، في حكومة بهجت التلهوني الأولى.[28]
- وزير المالية الأردني، منذ 28 يونيو 1961 وحتى 27 يناير 1962، في حكومة بهجت التلهوني الثانية.[28]
- وزير المالية الأردني، منذ 6 يوليو 1964 وحتى 14 فبراير 1965، في حكومة بهجت التلهوني الثالثة.[29]
- وزير المالية الأردني، منذ 7 أكتوبر 1967 وحتى 24 مارس 1969، في حكومة بهجت التلهوني الرابعة.[29]
- رئيس الوزراء الأردني بالنيابة.[30]

## أوسمة
جرى تقليد هاشم الجيوسي بعدد من الأوسمة، منها:
- وسام الاستقلال الأردني من الدرجة الأولى.[2]
- وسام الكوكب الأردني من الدرجة الأولى.[2]
- وسام النهضة الأردني من الدرجة الأولى.[31]

بالإضافة إلى عدة أوسمة من دول عربية وأجنبية.

## وفاته وتخليده
توفي هاشم الجيوسي في العاصمة الأردنية عمان صباح يوم الخميس الموافق 25 يونيو 1981، وقد جرى نعيه من قبل مجموعة من الشخصيات الفلسطينية والأردنية كان منهم رئيس الوزراء الأردني في حينه مضر بدران، ورئيس الوزراء الأردني الأسبق بهجت التلهوني، ورئيس بلدية طولكرم حلمي حنون، كما نعاه السياسي الفلسطيني عبد الحميد السائح قائلًا: "لقي المرحوم وجه ربه دون أن تتحقق أمنيته في العودة إلى فلسطين، ودون أن تكتحل عيناه برؤية مسقط رأسه وقد تحرر من غاصبيه ورفعت رايات العزة فوق ربوعه".
تخليدًا لهاشم الجيوسي، فقد أطلق اسمه على أحد شوارع العاصمة الأردنية عمان.